# Feliksów (Gostynin)
Pour les articles homonymes, voir Feliksów.
Feliksów (prononciation : [fɛˈliksuf]) est un village polonais de la gmina de Gostynin dans le powiat de Gostynin de la voïvodie de Mazovie dans le centre-est de la Pologne.
Il se situe à environ 8 kilomètres au sud de Gostynin (siège du powiat) et à 104 km à l'ouest de Varsovie (capitale de la Pologne).
Le village possède approximativement une population de 90 habitants.

## Histoire
De 1975 à 1998, le village appartenait administrativement à la voïvodie de Płock.